# 美食好簡單
《美食好簡單》，英文名Cooking So Easy，是臺灣電視公司之子公司臺視文化事業股份有限公司製作並曾在台視主頻播出的烹飪節目，由主持人與一位菜色示範師父搭配主持。並總共介紹了3,600道以上的料理。

## 主持人
- 首任：郁方。因兼顧其他事業與家庭關係，於2017年4月請辭節目[2]。
- 末任：米可白[2]，接替首任主持人郁方的主持棒。

### 示範廚師（特約廚師）
- 溫師傅（本名溫國智）。
- 微微蔡（本名蔡蕙玲）。

## 另見
- 《傅培梅時間》、傅培梅、程安琪
- 茱莉亞·柴爾德（英文：Julia Child）
- 阿基師（本名鄭衍基）、詹姆士（本名鄭堅克）

## 相關書籍
| 年份   | 書名                                           | 作者             | 出版社   | ISBN               |
| ------ | ---------------------------------------------- | ---------------- | -------- | ------------------ |
| 2011年 | 《美食好簡單》                                 | 台視文化         | 台視文化 | ISBN 9789575659196 |
| 2012年 | 《美食好簡單2》                                | 台視文化美食團隊 | 台視文化 | ISBN 9789575659295 |
| 2013年 | 《美食好簡單3：簡單烹調好食材‧吃出健康好體質》 | 劉怡里、溫國智   | 台視文化 | ISBN 9789575659899 |

## 外部連結
- 官方网站－台視
- 美食好簡單的Facebook專頁